# Magdalena Wunderlichová
Magdalena Wunderlichová (* 16. května 1952 Pullach im Isartal, Bavorsko), nepřechýleně Wunderlich, je bývalá západoněmecká vodní slalomářka a sjezdařka, kajakářka závodící v kategorii K1.
Ve vodním slalomu získala bronzovou medaili na Letních olympijských hrách 1972. Závodila také ve sjezdu na divoké vodě, ve kterém vybojovala na mistrovstvích světa dvě zlaté (K1 družstva – 1971, 1973) a jednu stříbrnou medaili (K1 – 1971).